# Unione Polisportiva Comunale Graphistudio Tavagnacco 2013-2014
Questa voce raccoglie le informazioni riguardanti l'Unione Polisportiva Comunale Graphistudio Tavagnacco nelle competizioni ufficiali della stagione 2013-2014.

## Rosa
| N. |                   | Ruolo | Calciatrice           |
| -- | ----------------- | ----- | --------------------- |
| 1  | Italia (bandiera) | P     | Sara Penzo            |
| 2  | Italia (bandiera) | C     | Sara Veritti          |
| 3  | Italia (bandiera) | D     | Michela Rodella       |
| 4  | Italia (bandiera) | D     | Michela Martinelli    |
| 5  | Italia (bandiera) | D     | Lara Laterza          |
| 6  | Italia (bandiera) | D     | Ambra Pochero         |
| 7  | Italia (bandiera) | A     | Paola Brumana         |
| 8  | Italia (bandiera) | C     | Alice Parisi          |
| 9  | Italia (bandiera) | A     | Samantha Zandomenichi |
| 10 | Italia (bandiera) | A     | Tatiana Bonetti       |

| N. |                   | Ruolo | Calciatrice         |
| -- | ----------------- | ----- | ------------------- |
| 11 | Italia (bandiera) | C     | Elisa Camporese     |
| 12 | Italia (bandiera) | P     | Paola Cabass        |
| 13 | Italia (bandiera) | A     | Evelyn Vicchiarello |
| 14 | Italia (bandiera) | C     | Luisa Usenich       |
| 15 | Italia (bandiera) | C     | Priscilla Del Prete |
| 16 | Italia (bandiera) | C     | Maria Zuliani       |
| 17 | Italia (bandiera) | D     | Eleonora Bischi     |
| 18 | Italia (bandiera) | D     | Nenè Nhaga Bissoli  |
| 19 | Italia (bandiera) | C     | Alessia Tuttino     |
| 20 | Italia (bandiera) | P     | Alice Bonassi       |

## Calciomercato

### Sessione estiva
| Acquisti | Acquisti            | Acquisti    | Acquisti   |
| R.       | Nome                | da          | Modalità   |
| -------- | ------------------- | ----------- | ---------- |
| P        | Sara Penzo          | Brescia     | svincolata |
| C        | Priscilla Del Prete | Chiasiellis | svincolata |
| C        | Evelyn Vicchiarello | Chiasiellis | svincolata |

|  |

## Risultati

### Serie A

#### Girone di andata
| Arbitro: | Matteo Grassi (Arezzo) |

|  |           |                                                                            |
|  | Marcatori | 5’, 13’ Camporese 35’ (rig.) Parisi 50’, 82’ Vicchiarello 68’ Zandomenichi |

| Arbitro: | Loris Kapidani (Pordenone) |

|                                                          |           |  |
| Brumana 41’ Bonetti 55’, 91’ Vicchiarello 63’ Parisi 75’ | Marcatori |  |

| Arbitro: | Mattia Dal Pan (Belluno) |

|             |           |                                                  |
| Sabatino 8’ | Marcatori | 25’, 61’ Parisi 72’ Camporese 82’ (rig.) Brumana |

| Arbitro: | Marco Ceolin (Treviso) |

|                                    |           |  |
| Brumana 31’ Parisi 39’ Zuliani 79’ | Marcatori |  |

| Arbitro: | Nicola Donda (Cormons) |

|  |           |                                                 |
|  | Marcatori | 32’, 37’ Camporese 35’ Vicchiarello 44’ Bonetti |

| Arbitro: | Michele Collavo (Treviso) |

|                                      |           |                          |
| Brumana 21’, 80’ Spinelli 57’ (aut.) | Marcatori | 46’ Riboldi 48’ Giacinti |

| Arbitro: | Gabriele Nube (Mestre) |

|  |           |                                                                                         |
|  | Marcatori | 23’ Parisi 28’, 31’, 42’ Brumana 37’ Vicchiarello 70’ Rodella 75’ Del Prete 84’ Bonetti |

| Arbitro: | Niccolò Panozzo (Castelfranco Veneto) |

|                                                                      |           |  |
| Bonetti 1’ Del Prete 16’ Parisi 35’ (rig.) Camporese 52’ Rodella 88’ | Marcatori |  |

| Arbitro: | Matteo Cesarini (Civitavecchia) |

|                              |           |               |
| Fuselli 45’ Conti 85’ (rig.) | Marcatori | 46’ Camporese |

| Arbitro: | Armando Ongarato (Castelfranco Veneto) |

|                                                                        |           |  |
| Bonetti 27’, 34’ Parisi 35’, 73’, 85’ Brumana 40’ (rig.) Del Prete 78’ | Marcatori |  |

| Arbitro: | Luca Angelucci (Foligno) |

|  |           |              |
|  | Marcatori | 6’ Camporese |

| Arbitro: | Riccardo Tesolin (Portogruaro) |

|                               |           |  |
| Tuttino 13’ Parisi 75’ (rig.) | Marcatori |  |

| Arbitro: | Marco Carrelli (Campobasso) |

|                                       |           |                                                                      |
| Colasuonno 26’, 38’ Pirone 84’ (rig.) | Marcatori | 14’, 24’ Brumana 36’ Vicchiarello 39’ Parisi 60’ Bonetti 75’ Tuttino |

| Arbitro: | Mattia Dal Pan (Belluno) |

|                   |           |  |
| Parisi 63’ (rig.) | Marcatori |  |

| Arbitro: | Filippo Bonassoli (Bergamo) |

|                     |           |                                    |
| Gabbiadini 35’, 76’ | Marcatori | 7’, 70’ Camporese 23’ Vicchiarello |

#### Girone di ritorno
| Arbitro: | Niccolò Panozzo (Castelfranco Veneto) |

|                 |           |  |
| Parisi 32’, 34’ | Marcatori |  |

| Arbitro: | Matteo Grassi (Arezzo) |

|  |           |                                                   |
|  | Marcatori | 21’, 82’ Parisi 42’, 90’ Bonetti 61’ Zandomenichi |

| Arbitro: | Mattia Dal Pan (Belluno) |

|  |           |                   |
|  | Marcatori | 31’, 54’ Sabatino |

| Arbitro: | Paolo Zucca (Lomellina) |

|  |           |                            |
|  | Marcatori | 70’ GCamporese 65’ Bonetti |

| Arbitro: | Massimiliano Rasia (Bassano del Grappa) |

|                                                                             |           |  |
| Brumana 23’, 55’, 57’ Camporese 42’ Bonetti 44’, 75’ Zuliani 73’ Parisi 83’ | Marcatori |  |

| Arbitro: | Daniele Alibrandi (Alessandria) |

|  |           |                   |
|  | Marcatori | 56’ Nhaga Bissoli |

| Arbitro: | Gabriele Nube (Mestre) |

|            |           |  |
| Parisi 81’ | Marcatori |  |

| Arbitro: | Andrea Casadei (Cesena) |

|              |           |                                            |
| Razzolini 9’ | Marcatori | 10’ Del Prete 47’, 79’ Zuliani 85’ Bonetti |

| Arbitro: | Massimiliano Rasia (Bassano del Grappa) |

|                                                  |           |                                                 |
| Thalmann 5’ (aut.) Brumana 69’ Parisi 93’ (rig.) | Marcatori | 46’ Iannella 63’, 85’ (rig.) Panico 94’ Maendly |

| Arbitro: | Armando Ongarato (Castelfranco Veneto) |

|  |           |               |
|  | Marcatori | 14’ Del Prete |

| Arbitro: | Michele Collavo (Treviso) |

|                               |           |  |
| Bonetti 43’ Parisi 75’ (rig.) | Marcatori |  |

| Arbitro: | Ermanno Feliciani (Teramo) |

|  |           |             |
|  | Marcatori | 62’ Bonetti |

| Arbitro: | Marco Acampora (Schio) |

|                                                          |           |  |
| Brumana 29’ Usenich 58’ Parisi 73’ (rig.) Peressotti 76’ | Marcatori |  |

| Arbitro: | Matteo Marcenaro (Genova) |

|  |           |             |
|  | Marcatori | 76’ Zuliani |

| Arbitro: | Armando Ongarato (Castelfranco Veneto) |

|                                          |           |                                                |
| Brumana 19’ Bonetti 50’, 52’ Zuliani 88’ | Marcatori | 3’, 73’, 89’ Gabbiadini 28’ Mason 57’ Gelmetti |

### Coppa Italia
| Pordenone 11 dicembre 2013 Ottavi di finale                         | Pordenone | 0 – 3 referto                     | Graphistudio Tavagnacco | Stadio Ottavio Bottecchia |
| \| \| \| \| \| \| Marcatori \| 29’, 2t’ Parisi 36’ Nhaga Bissoli \| |           |                                   |                         |                           |
|                                                                     |           |                                   |                         |                           |
|                                                                     | Marcatori | 29’, 2t’ Parisi 36’ Nhaga Bissoli |                         |                           |

| Tavagnacco 17 maggio 2014, ore 16:00 CEST Quarti di finale                      | Graphistudio Tavagnacco | 2 – 1 referto         | Firenze | Stadio comunale (UPC Stadium) |
| \| \| \| \| \| Bonetti 2t’ Brumana 90’ \| Marcatori \| 2t’ Salvatori Rinaldi \| |                         |                       |         |                               |
|                                                                                 |                         |                       |         |                               |
| Bonetti 2t’ Brumana 90’                                                         | Marcatori               | 2t’ Salvatori Rinaldi |         |                               |

| Arbitro: | Riccardo Pelagatti (Livorno) |

|  |           |                                 |
|  | Marcatori | 38’ (aut.) Ciccotti 70’ Zuliani |

| Arbitro: | Giorgio Sangregorio (L'Aquila) |

|                 |           |                                       |
| Panico 57’, 82’ | Marcatori | 39’ Bonetti 64’ Zuliani 87’ Camporese |

### Champions League

#### Sedicesimi di finale
| Arbitro: | Riem Hussein |

|                                         |           |                     |
| Camporese 33’ Tuttino 45+1’ Zuliani 74’ | Marcatori | 11’ Spânu 28’ Arnth |

| Arbitro: | Anastasija Pustovojtova |

|                        |           |  |
| Kur Larsen 35’ Rus 81’ | Marcatori |  |

### Supercoppa Italiana
| Arbitro: | Federico Pragliola (Terni) |

|                      |           |             |
| Conti 22’ Panico 55’ | Marcatori | 24’ Tuttino |

## Statistiche

### Statistiche di squadra
| Competizione     | Punti | In casa | In casa | In casa | In casa | In casa | In casa | In trasferta | In trasferta | In trasferta | In trasferta | In trasferta | In trasferta | Totale | Totale | Totale | Totale | Totale | Totale | DR  |
| Competizione     | Punti | G       | V       | N       | P       | Gf      | Gs      | G            | V            | N            | P            | Gf           | Gs           | G      | V      | N      | P      | Gf     | Gs     | DR  |
| ---------------- | ----- | ------- | ------- | ------- | ------- | ------- | ------- | ------------ | ------------ | ------------ | ------------ | ------------ | ------------ | ------ | ------ | ------ | ------ | ------ | ------ | --- |
| Serie A          | 78    | 15      | 12      | 0       | 3       | 50      | 13      | 15           | 14           | 0            | 1            | 48           | 9            | 30     | 26     | 0      | 4      | 98     | 22     | +76 |
| Coppa Italia     | -     | 1       | 1       | 0       | 0       | 2       | 1       | 3            | 3            | 0            | 0            | 8            | 2            | 4      | 4      | 0      | 0      | 10     | 3      | +7  |
| Supercoppa       | -     | -       | -       | -       | -       | -       | -       | -            | -            | -            | -            | -            | -            | 1      | 0      | 1      | 0      | 1      | 1      | 0   |
| Champions League | -     | 1       | 1       | 0       | 0       | 3       | 2       | 1            | 0            | 0            | 1            | 0            | 2            | 2      | 1      | 0      | 1      | 3      | 4      | -1  |
| Totale           | -     | -       | -       | -       | -       | -       | -       | -            | -            | -            | -            | -            | -            | 37     | 31     | 1      | 5      | 112    | 30     | +82 |

### Andamento in campionato
| Giornata  | 1 | 2 | 3 | 4 | 5 | 6 | 7 | 8 | 9 | 10 | 11 | 12 | 13 | 14 | 15 | 16 | 17 | 18 | 19 | 20 | 21 | 22 | 23 | 24 | 25 | 26 | 27 | 28 | 29 | 30 |
| --------- | - | - | - | - | - | - | - | - | - | -- | -- | -- | -- | -- | -- | -- | -- | -- | -- | -- | -- | -- | -- | -- | -- | -- | -- | -- | -- | -- |
| Luogo     | T | C | T | C | T | C | T | C | T | C  | T  | C  | T  | C  | T  | C  | T  | C  | T  | C  | T  | C  | T  | C  | T  | C  | T  | C  | T  | C  |
| Risultato | V | V | V | V | V | V | V | V | P | V  | V  | V  | V  | V  | V  | V  | V  | P  | V  | V  | V  | V  | V  | P  | V  | V  | V  | V  | V  | V  |
| Posizione | 1 | 1 | 1 | 1 | 1 | 1 | 1 | 1 | 2 | 2  | 2  | 2  | 2  | 2  | 1  | 1  | 1  |    |    |    |    |    |    |    | 3  | 3  | 3  | 3  | 3  | 3  |

Legenda:

Luogo: C = Casa; T = Trasferta. Risultato: V = Vittoria; N = Pareggio; P = Sconfitta.

### Statistiche delle giocatrici
| Giocatore       | Serie A  | Serie A | Serie A     | Serie A    | Coppa Italia | Coppa Italia | Coppa Italia | Coppa Italia | Supercoppa | Supercoppa | Supercoppa  | Supercoppa | UEFA Champions League | UEFA Champions League | UEFA Champions League | UEFA Champions League | Totale   | Totale | Totale      | Totale     |
| Giocatore       | Presenze | Reti    | Ammonizioni | Espulsioni | Presenze     | Reti         | Ammonizioni  | Espulsioni   | Presenze   | Reti       | Ammonizioni | Espulsioni | Presenze              | Reti                  | Ammonizioni           | Espulsioni            | Presenze | Reti   | Ammonizioni | Espulsioni |
| --------------- | -------- | ------- | ----------- | ---------- | ------------ | ------------ | ------------ | ------------ | ---------- | ---------- | ----------- | ---------- | --------------------- | --------------------- | --------------------- | --------------------- | -------- | ------ | ----------- | ---------- |
| E. Bischi       | 23       | 0       | 2           | 0          | ?            | ?            | ?            | ?            | 1          | 0          | 1           | 0          | 2                     | 0                     | 0                     | 0                     | 26+      | 0+     | 3+          | 0+         |
| N. Bissoli      | 25       | 1       | 2           | 1          | ?            | 1            | ?            | ?            | 1          | 0          | 0           | 0          | 2                     | 0                     | 0                     | 0                     | 28+      | 2      | 2+          | 1+         |
| A. Bonassi      | -        | -       | -           | -          | -            | -            | -            | -            | -          | -          | -           | -          | -                     | -                     | -                     | -                     | -        | -      | -           | -          |
| T. Bonetti      | 29       | 18      | 5           | 0          | ?            | 2            | ?            | ?            | 1          | 0          | 0           | 0          | 2                     | 0                     | 1                     | 0                     | 32+      | 20     | 6+          | 0+         |
| P. Brumana      | 29       | 17      | 3           | 0          | ?            | 1            | ?            | ?            | 1          | 0          | 0           | 0          | 2                     | 0                     | 0                     | 0                     | 32+      | 18     | 3+          | 0+         |
| P. Cabass       | 2        | -1      | 0           | 0          | 1            | -1           | ?            | ?            | 0          | 0          | 0           | 0          | 0                     | 0                     | 0                     | 0                     | 3        | -2     | 0+          | 0+         |
| E. Camporese    | 18       | 12      | 1           | 2          | ?            | 1            | ?            | ?            | 1          | 0          | 0           | 0          | 2                     | 1                     | 1                     | 0                     | 21+      | 14     | 2+          | 2+         |
| P. Del Prete    | 27       | 5       | 2           | 1          | ?            | ?            | ?            | ?            | 1          | 0          | 0           | 0          | 1                     | 0                     | 0                     | 0                     | 29+      | 5+     | 2+          | 1+         |
| L. Laterza      | 21       | 0       | 4           | 1          | ?            | ?            | ?            | ?            | 1          | 0          | 0           | 0          | 2                     | 0                     | 0                     | 0                     | 24+      | 0+     | 4+          | 1+         |
| M. Martinelli   | 25       | 0       | 1           | 0          | ?            | ?            | ?            | ?            | 1          | 0          | 0           | 0          | 2                     | 0                     | 0                     | 0                     | 28+      | 0+     | 1+          | 0+         |
| A. Parisi       | 27       | 23      | 4           | 0          | ?            | 2            | ?            | ?            | 1          | 0          | 0           | 0          | 2                     | 0                     | 0                     | 0                     | 30+      | 25     | 4+          | 0+         |
| S. Penzo        | 30       | -21     | 0           | 0          | ?            | ?            | ?            | ?            | 1          | 0          | 0           | 0          | 2                     | -4                    | 0                     | 0                     | 33+      | -25+   | 0+          | 0+         |
| N. Peressotti   | 3        | 1       | 0           | 0          | ?            | ?            | ?            | ?            | 0          | 0          | 0           | 0          | -                     | -                     | -                     | -                     | 3+       | 1+     | 0+          | 0+         |
| A. Pochero      | 12       | 0       | 0           | 0          | ?            | ?            | ?            | ?            | 1          | 0          | 0           | 0          | 0                     | 0                     | 0                     | 0                     | 13+      | 0+     | 0+          | 0+         |
| M. Rodella      | 29       | 2       | 2           | 0          | ?            | ?            | ?            | ?            | 1          | 0          | 0           | 0          | 2                     | 0                     | 0                     | 0                     | 32+      | 2+     | 2+          | 0+         |
| A. Tuttino      | 24       | 2       | 4           | 0          | ?            | ?            | ?            | ?            | 1          | 1          | 0           | 0          | 2                     | 1                     | 0                     | 0                     | 27+      | 4+     | 4+          | 0+         |
| S. Veritti      | 4        | 0       | 0           | 0          | ?            | ?            | ?            | ?            | -          | -          | -           | -          | 0                     | 0                     | 0                     | 0                     | 4+       | 0+     | 0+          | 0+         |
| E. Vicchiarello | 27       | 6       | 0           | 1          | ?            | ?            | ?            | ?            | 1          | 0          | 0           | 0          | 2                     | 0                     | 0                     | 0                     | 30+      | 6+     | 0+          | 1+         |
| L. Usenich      | 10       | 1       | 0           | 0          | ?            | ?            | ?            | ?            | -          | -          | -           | -          | 0                     | 0                     | 0                     | 0                     | 10+      | 1+     | 0+          | 0+         |
| S. Zandomenichi | 15       | 2       | 0           | 0          | ?            | ?            | ?            | ?            | 1          | 0          | 0           | 0          | 1                     | 0                     | 0                     | 0                     | 17+      | 2+     | 0+          | 0+         |
| M. Zuliani      | 25       | 6       | 0           | 0          | ?            | 2            | ?            | ?            | 1          | 0          | 0           | 0          | 2                     | 1                     | 0                     | 0                     | 28+      | 9      | 0+          | 0+         |